# Khenemetneferhedjet II
Đối với những vương hậu cùng tên, xem thêm Khenemetneferhedjet I và Khenemetneferhedjet III
Khenemetneferhedjet II Weret là một vương hậu sống vào thời kỳ Vương triều thứ 12 trong lịch sử Ai Cập cổ đại.
Tên của bà, Khenemetneferhedjet, có nghĩa là "Hợp nhất với vương miện trắng", một danh hiệu thường thấy của các vị pharaon. Bà được nhắc đến trên hai bức tượng của chồng bà, pharaon Senusret III (hiện được lưu giữ tại Bảo tàng Anh và Bảo tàng Ai Cập).
Khenemetneferhedjet được chôn cất trong một kim tự tháp nhỏ nằm trong phức hợp kim tự tháp Senusret III. Dựa vào những dòng văn tự khắc trên quách, bà được gọi là "Vợ của Vua, vương quyền vĩ đại". Ngôi mộ của bà cũng đã bị trộm viếng, nhưng vẫn còn sót lại một số châu báu, trong đó có 2 vòng chuỗi bằng vàng, ngọc lam, ngọc lưu ly và đá carnelian, được tìm thấy vào năm 1994.